# Cross (comté de Clare)
Pour les articles homonymes, voir Cross.
Cross (en irlandais : An Chrois (la croix)) est un townland et un petit village du comté de Clare, en Irlande, donnant son nom à la paroisse catholique dont il dépend.

## Géographie
Le village se trouve sur la péninsule de Loop Head, à l'ouest de Carrigaholt sur la route de Kilbaha.
Cross dépend de la paroisse civile de Kilballyowen.
Le nom pourrait venir d'une croix liée à l'ancienne église de Killballyowen.
Il est plus probable que le village porte le nom d'un croisement routier autrefois important car Cross est situé au centre de la péninsule de Loop Head.

## Commodités
Cross abrite le club local Gaelic Athletic Association (GAA).
Le club de football GAA de Naomh Eoin a été fondé le 6 janvier 1974. Il est basé à Pairc Eoin.
Le village donne son nom à la paroisse de Cross (Kilballyowen) dans le diocèse catholique romain de Killaloe.
Cross héberge l'église paroissiale Notre-Dame de Lourdes.